# Черняховский, Гарий Маркович
Га́рий Ма́ркович Черняхо́вский (11 апреля 1944, Харьков — 26 сентября 2015, Нью-Йорк, США) — российский театральный режиссёр, педагог, актёр и продюсер.

## Биография
Окончил инженерно-физический факультет Харьковского политехнического института. В студенческие годы был художественным руководителем Дворца студентов Харьковского политехнического института.
В 1978 году окончил театральное училище имени Щукина, ученик Владимира Эуфера и Евгения Симонова. Ставил спектакли в различных московских театрах: «Сашка» (Театр имени Моссовета), «Зойкина квартира» (Театр имени Вахтангова), «Встречи на Сретенке» («Ленком») и др. Был режиссёром-постановщиком популярной телевизионной программы «Вокруг смеха».
С 1994 года работал в США. Преподавал актёрское мастерство и режиссуру в Институте театра и кино Ли Страсберга и Гарвардском университете. Был продюсером и режиссёром программы «Прогулки по Бродвею» и документального сериала «Легенды и явления культуры Америки» на телеканале «Культура».
Лауреат премии Московского комсомола.

## Творчество

### Театральные работы
Государственный академический театр имени Е. Вахтангова
- 1979 — «Степан Разин»
- 1989 — «Зойкина квартира»[3]
- 1991 — «Принцесса Турандот» (восстановление)
- 1991 — «Два часа в Париже с одним антрактом»
- «Французские песни»
- «Наша любовь»
- 1994 — «Опера нищих»

Театр имени Моссовета
- 1983 — «Сашка», худ. Олег Шейнцис

Театр имени Маяковского
«Маяковский начинается»
Театр Мюзикла
- 2012 — «Времена не выбирают» — мюзикл — либретто: Михаил Швыдкой, Алексей Кортнев — режиссёр совместно с Дмитрием Беловым

### Фильмография

#### Режиссёр
- 1978 — Вокруг смеха (телепрограмма)[4]
- 1983 — Сашка (телеспектакль)
- 1987 — Вокруг смеха (телепрограмма) (Новогодний выпуск)[5]
- 2003—2005 — Легенды и явления культуры Америки (телесериал)[6]
  - Театр Олби
  - Мифы и реальность. Джон Апдайк[7]
  - 2004—2011 — «Прогулки по Бродвею» — цикл телепрограмм (РТР-Культура).

#### Актёр
- 1965 — Здравствуй, это я! / Բարև, ես եմ!
- 1970 — Бондарь
- 1991 — И возвращается ветер… — Наум Калик, отец[8]

## Документалистика
В 2017 режиссёр Андрей Загданский сделал документальный фильм «Гарик». Телевизионная премьера фильма прошла на канале «Культура».